# Harmonia axyridis
La mariquita asiática multicolor (Harmonia axyridis) es una especie de coleóptero de la familia Coccinellidae. Es una mariquita originaria de Asia que ha sido introducida en Norteamérica, Europa y Sudamérica con el fin de controlar a los pulgones. Se ha difundido ampliamente en todas estas regiones y continúa su expansión. Desafortunadamente, se ha convertido en plaga en muchas partes donde no es especie nativa; invade el interior de las casas en otoño en busca de un lugar donde invernar y afecta negativamente a las poblaciones de mariquitas nativas.

## Descripción
Harmonia axyridis tiene un caparazón de forma abovedada.
Es muy variable en color, en general es roja o roja anaranjada con manchas negras; en algunos casos las manchas están muy reducidas o aun ausentes. En otros casos el fondo es negro y las manchas son de color. El tamaño suele ser de 7 a 8 mm.
A veces cuesta identificarlas por la gran variación en su diseño. Lo más fácil es observar la marca negra en fondo blanco con forma de "W" o de "M" en el primer segmento del tórax o pronoto.

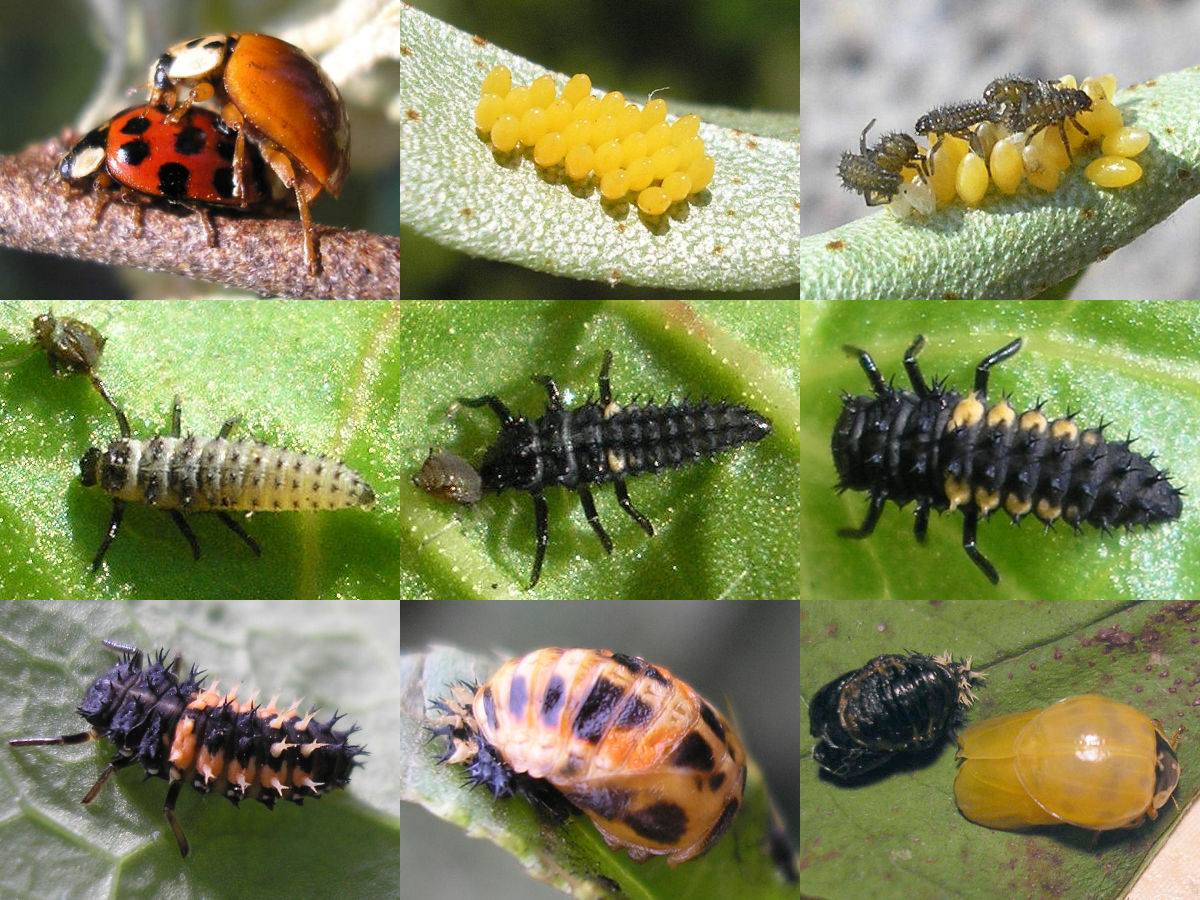
Ciclo vital: apareamiento, huevos, cinco estadios larvales, pupa y adulto

## Ciclo biológico
Las hembras suelen depositar sus huevos en la proximidad de colonias de pulgones (Aphididae) en grupos. Los huevos son de color amarillo y forma ovalada. La larva tiene una forma que se asemeja a una lagartija. Pasa por cuatro estadios; las pupas tienen cierta movilidad en sus articulaciones para defenderse de ataques. El adulto suele vivir entre 30 y 90 días según la temperatura, pero algunos llegan a vivir hasta 3 años. Suele haber varias generaciones por año.

## Biología y comportamiento

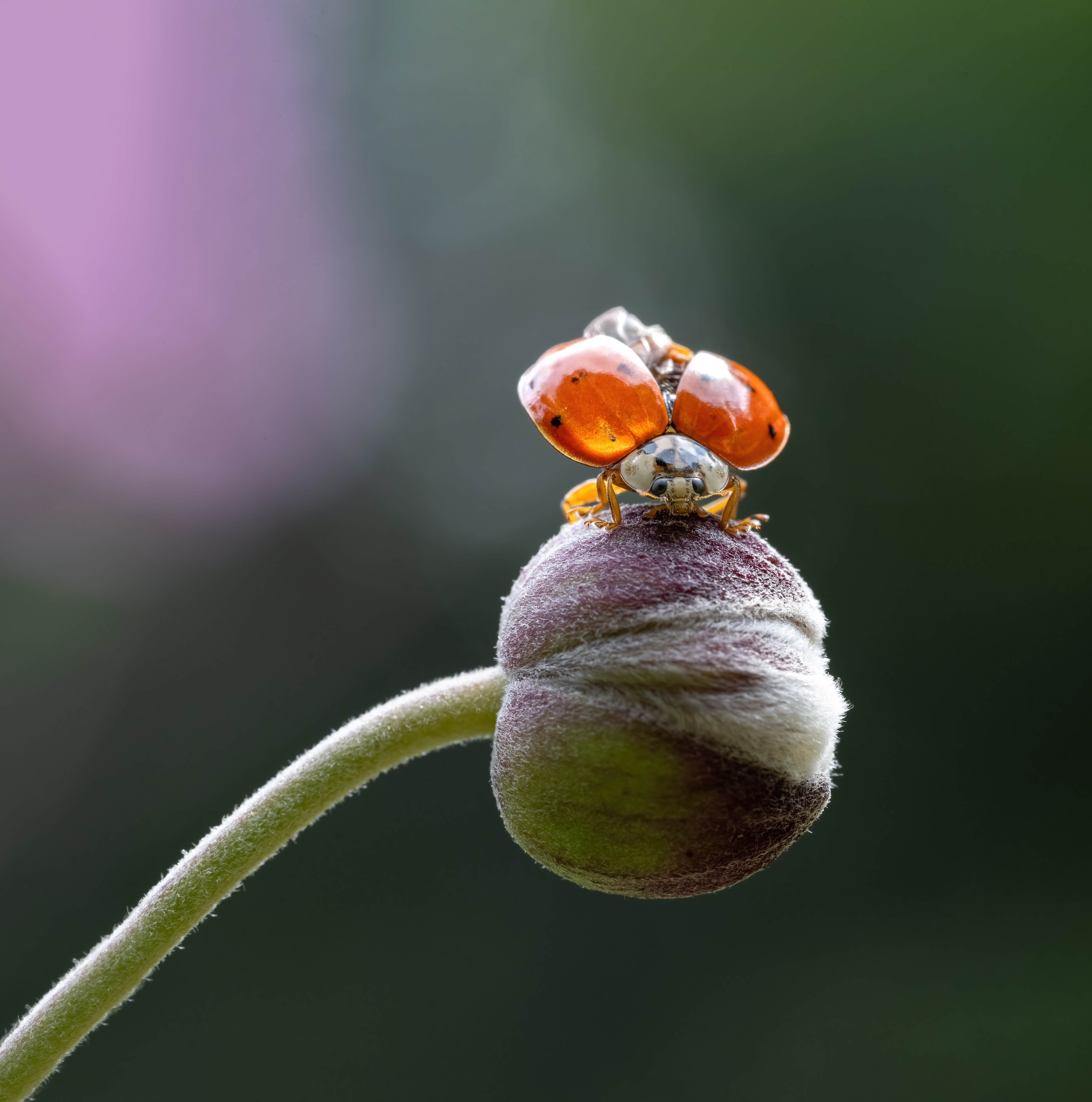
Mariquita asiática multicolor (Harmonia axyridis var. succinea) en el Parc du Bois-de-Coulonge, Quebec, Canadá.

Usan feromonas de agregación para comunicarse con otros individuos de su misma especie, lo que lleva a que se reúnan en grandes cantidades. Se las suele coleccionar en sus lugares de invernación para venderlas como control biológico. A veces se juntan en grupos en partes soleadas; estas poblaciones pueden crear problemas. Si se las lleva a otra parte tienden a volver.
Las cochinillas Harmonia axyridis pasan el invierno en estado de invernación en lugares protegidos.

## Distribución geográfica
Harmonia axyridis es originaria de Asia, desde Siberia central, Kazajistán y Uzbekistán hasta la costa del Océano Pacífico y Japón, incluyendo Corea, Mongolia, China y Taiwán. Es valorada como una especie que consume grandes cantidades de áfidos y por eso se la usa como control biológico y ha sido introducida en países de todos los continentes, donde también se encuentra establecida.

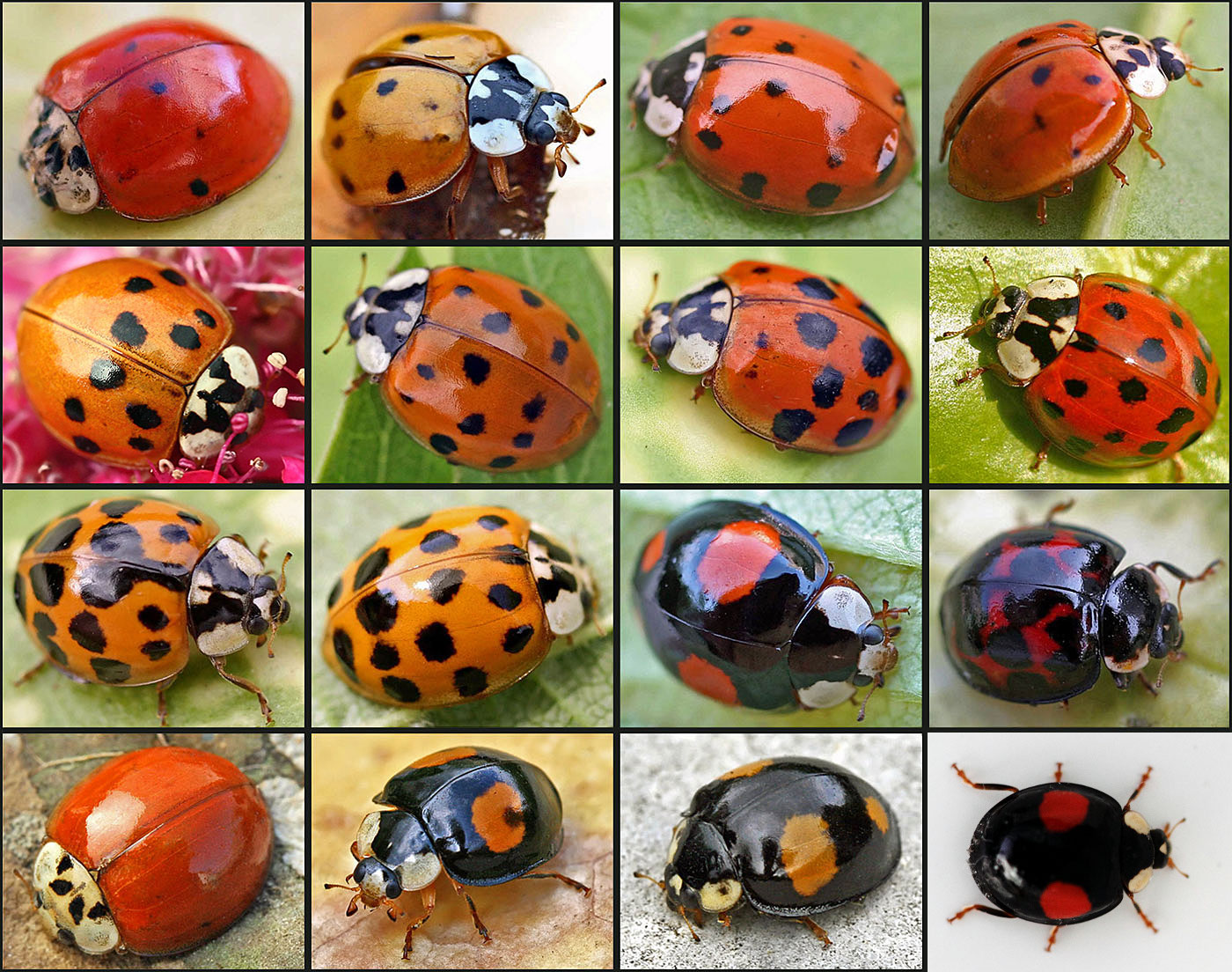
Variaciones

## Especie invasora
Debido a su potencial colonizador y constituir una amenaza grave para las especies autóctonas, los hábitat o los ecosistemas, se la considera especie globalmente invasora. En 2013 fue incluida en el Catálogo Español de Especies Exóticas Invasoras.
En Sudamérica ha causado graves daños a la fauna artrópoda nativa. Fue introducida intencionalmente en Mendoza, Argentina, a finales de 1986. En Chile, fue introducida una variedad áptera como agente de control biológico en invernaderos en 1998, pero no se encontraron especímenes los años posteriores, hasta que una variedad alada se estableció en 2010. En Colombia se reportaron especímenes en 1989, y colonias establecidas en 2011. Se ha reportado su presencia en Brasil (2002), Paraguay (2007), Perú (2010), Ecuador (2012) y Venezuela (2014). En Centroamérica fueron reportadas poblaciones establecidas en Costa Rica, Guatemala, Honduras, Panamá, y Puerto Rico en 2019.

## Plaga en viñedos
Puede influir directamente en el aroma del vino, ya que los escarabajos se esconden en los racimos de uva cuando son molestados, terminan siendo aplastados durante la vendimia, y liberan un líquido de sus patas que contiene metoxipirazina en un proceso denominado "sangrado reflejo". Este fluido produce un sabor desagradable extremadamente potente que entrega aromas a pimiento verde y a hierbas denominado "olor a mariquita".

## Control
Ha sido necesario encontrar métodos de control en regiones donde ha sido introducida y se ha convertido en plaga. Usualmente se las controla con insecticidas, y trampas con feromonas. Se ha investigado métodos de control biológico usando parásitos y enfermedades causadas por hongos. El mejor método de evitar su entrada a las casas es tapar cuidadosamente todas las grietas, hasta las más pequeñas.